# Ediciones Istmo
Ediciones Istmo es una editorial española fundada en Madrid en 1966 por José Antonio Llardent, tras cuya muerte en 1987, fue absorbida por Akal. Su catálogo original estaba constituido por atlas, diccionarios, manuales y antologías dirigidos a la formación universitaria, destacando la metodología editorial alemana de los Atlas de Historia Mundial.

## Selección de obras destacadas
- Saraiva, Antonio José (2000) [1971]. Historia de la literatura portuguesa (1ª edición). Madrid: Istmo (Madrid) / Publicaçoes Europa-América (Lisboa). Consultado el 31 de mayo de 2021. «tag en Google Libros». y Reseña

- Sousa Congosto, Francisco de (2007).  Akal, ed. Introducción a la historia de la indumentaria en España. Madrid: Istmo. ISBN 9788470904295. Consultado el 31 de mayo de 2021.

- Caro Baroja, Julio (2000) [1976]. Los moriscos del Reino de Granada. Ensayo de historia social (5ª edición). Madrid: Istmo. ISBN 84-7090-076-5.